# Хатифнатты
Хатифнатты (швед. hattifnattar, фин. Hattivatit) — существа из сказок о муми-троллях финской писательницы Туве Янссон.

## Характеристика
Мелкие волшебные зверюшки. Они бродят по свету, нигде не останавливаясь, ни о чём не заботясь. На вид хатифнатты белые, продолговатые, внешне немного напоминают шампиньоны. Имеют короткие руки и ноги. Появляются на свет из семян в день Летнего Солнцестояния. Хатифнатты плохо видят, не слышат. Зато они способны хорошо осязать (орган осязания находится у них в животе) и, вероятно, умеют читать чужие мысли. Хатифнатты странствуют по свету в поисках электрических бурь. Во время большой бури они собираются вместе на каком-нибудь пустынном острове и заряжаются энергией. Наэлектризованные хатифнатты излучают призрачное сияние и больно бьются током. В книге «Маленькие тролли и большое наводнение» говорится, что хатифнатты большей частью невидимы (в других книгах об их невидимости ничего не упоминается), и что некоторые хатифнатты живут в домах людей, прячась под половицами. В книге «Шляпа волшебника» зафиксирован случай поклонения хатифнаттов барометру-анероиду.

## Упоминание в книгах
Хатифнатты впервые упоминаются и появляются в книге «Маленькие тролли и большое наводнение» — по словам Муми-мамы именно с ними отправился путешествовать Муми-папа и исчез. Они присутствуют также в книгах «Муми-тролль и комета», «Мемуары папы Муми-тролля», «Шляпа волшебника» и «Опасное лето», а также в рассказе «Секрет хатифнаттов».

## Хатифнатты на других языках мира
- Шведский — Hattifnattarna
- Финский — Hattivatit
- Английский — Hattifatteners
- Иврит — שמנטפים (шмантафѝм)

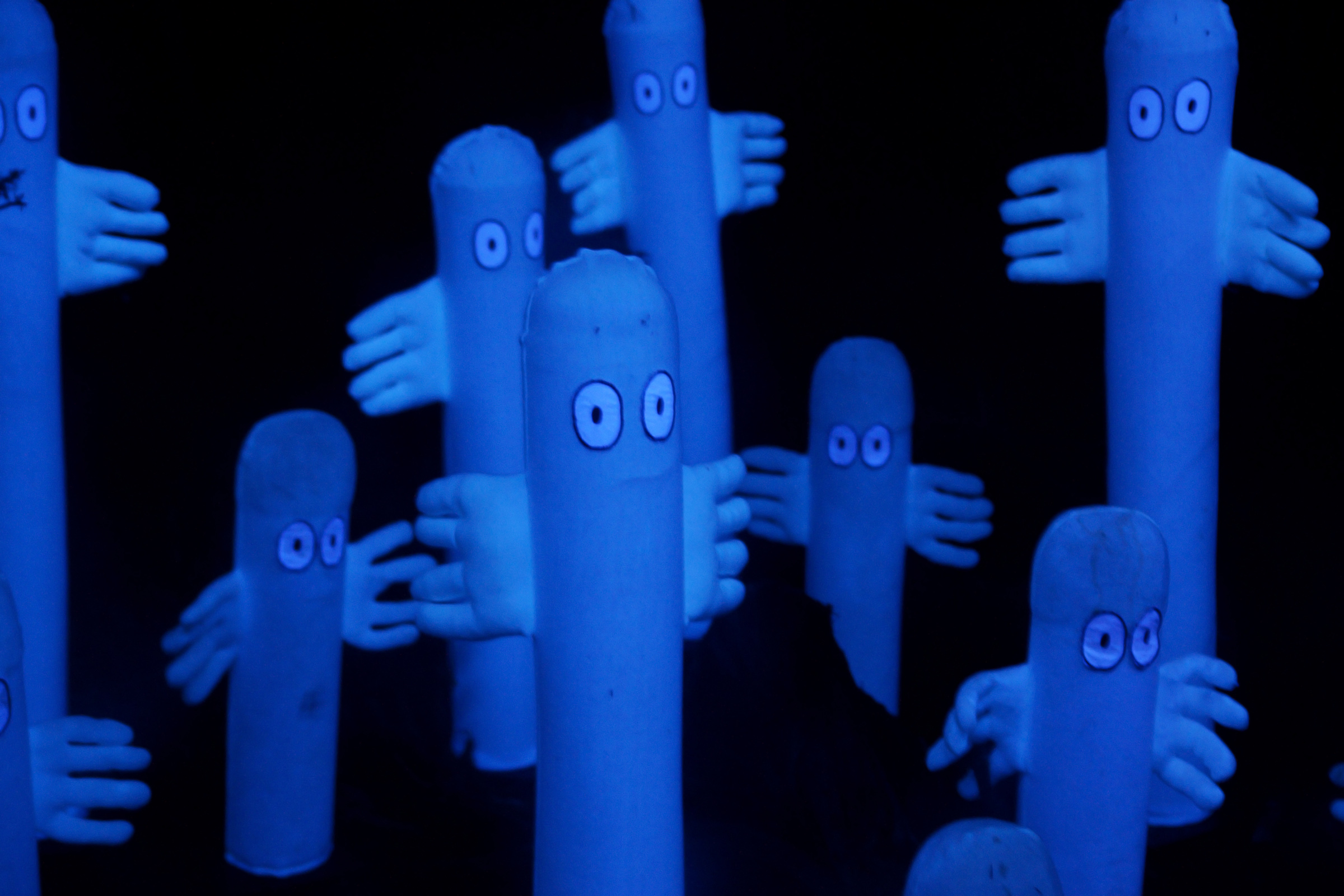

- Немецкий — Hatifnatten или Hattifnatten
- Эсперанто — Hatifnatoj
- Французский — les Hatifnattes
- Голландский — Hattifnatters
- Украинский — Гатіфнати
- Эстонский — Hatifnatid
- Японский — ニョロニョロ (Нёро-нёро)